# بني مقباس (بدبدة)

تعديل مصدري - تعديل

بني مقباس هي إحدى قرى عزلة اهل علي بمديرية بدبدة التابعة لمحافظة مأرب، بلغ تعداد سكانها 233 نسمة حسب تعداد اليمن لعام 2004.